# Smilets (distrikt i Bulgarien, Silistra)
Smilets (bulgariska: Смилец) är ett distrikt i Bulgarien.   Det ligger i kommunen Obsjtina Silistra och regionen Silistra, i den nordöstra delen av landet, 300 km öster om huvudstaden Sofia.
Trakten runt Smilets består till största delen av jordbruksmark. Runt Smilets är det glesbefolkat, med 15 invånare per kvadratkilometer.